# Owen Farrell
Owen Farrell (ur. 24 września 1991 w Billinge Higher End w pobliżu Wigan) – angielski rugbysta występujący na pozycji środkowego lub łącznika ataku, reprezentant kraju; syn Andy’ego Farrella.

## Kariera klubowa
Ojciec Owena, Andy, profesjonalnie uprawiał rugby league w zespole Wigan Warriors, przez co jego syn od najmłodszych lat miał styczność z tym sportem. Wedle słów Andy’ego, Owen już w wieku dwóch lat wykonywał kopy z kozła. Mając lat osiem dołączył do juniorów amatorskiego zespołu Wigan St Patricks. Występował tam na pozycji numer 13 (tzw. loose- lub lock forward). Z zespołem wywalczył National Cup w rywalizacji U-14, a po dwóch latach U-16.
Wiele w życiu perspektywicznego zawodnika zmieniła decyzja jego ojca o porzuceniu rugby league i podpisaniu kontraktu z zespołem rugby union – Saracens F.C. Klub zlokalizowany jest w St Albans, a rodzina Farrellów zamieszkała w pobliskim Harpenden. Południowa część Anglii, gdzie leży St Albans, to region, w którym 13-osobowa odmiana rugby jest stosunkowo mało popularna, zaś Owen nigdy wcześniej nie grał w odmianie o 15 zawodnikach. Początkowo na weekendy wracał do Wigan, by tam uczestniczyć w treningach league, jednak wkrótce zaczął próbować swoich sił w union. Trafił do St George's School w Harpenden. Tam zaczynał od gry na pozycji analogicznej dla trzynastki w rugby league, a więc trzeciej linii młyna (rwacz i wiązacz) lecz nie umiał zaadaptować się do nowych obowiązków (głównie czyszczenia w przegrupowaniach). W związku z tym, po niedługim czasie przekwalifikował się na gracza formacji ataku – początkowo środkowego, a z czasem łącznika. W wieku 14 lat, dzięki specjalnym zabiegom szkoły, został dopuszczony do rozgrywek międzyszkolnych (do lat 18). W 2008 roku St George's School zdobyła tytuł mistrza kraju do lat 17, jednak RFU zabronił Farrellowi występów w fazie półfinałowej i finałowej, ze względu na umiejętności kwalifikujące go raczej do drużyn zawodowych, niż do rozgrywek szkolnych.
Faktycznie, w roku 2007 Farrell dołączył do akademii Saracens, a w sierpniu 2008 roku podczas przedsezonowego sparingu zmienił swojego kontuzjowanego ojca. Już w październiku, w wieku zaledwie 17 lat i 11 dni, wystąpił w meczu Pucharu Anglo-Walijskiego przeciw Scarlets. Został wówczas najmłodszym zawodnikiem w historii, który zagrał w meczu angielskich rozgrywek. Rekord ten został później pobity przez George’a Forda. Pomimo tak wczesnego debiutu, Farrell na swój pierwszy mecz ligowy musiał czekać do sezonu 2010/2011. Na jego początku młody zawodnik został wypożyczony do Bedford Blues z Championship, gdzie zdążył zagrać w dwóch meczach ligowych. Wkrótce jednak sytuacja kadrowa (kontuzja Dericka Hougaarda) zmusiła władze Saracens do odwołania Farrella z wypożyczenia. Owen przebojem wdarł się do pierwszej piętnastki, wygrywając rywalizację z Aleksem Goodem oraz sprowadzonym jako zastępstwo dla Hougaarda Gavinem Hensonem. Począwszy od połowy listopada, Farrell wystąpił jako numer 10 w 24 z 25 koljenych spotkań Sarries, w grudniu zostając nawet zawodnikiem meczu Pucharu Heinekena z Racing Métro 92. W dalszej części sezonu wciąż grał na wysokim poziomie, czego ukoronowaniem był mecz finałowy z Leicester Tigers, a w którym to Owen Farrell zdobył 17 z 22 punktów zwycięskiej drużyny. Dzięki pewnemu wykonywaniu podwyższeń i rzutów karnych, w grudniu 2012 roku na swoim koncie zebrał 360 punktów w 40 ligowych spotkaniach.

## Kariera reprezentacyjna
Farrell grę dla Anglii rozpoczął od drużyny do lat 16, której był kapitanem. Z kadrą U-17 wziął udział w tournée po Argentynie. Następnie występował dla reprezentacji do lat 18 i 20. Z tą ostatnią w 2011 roku wywalczył Wielki Szlem podczas młodzieżowego Puchar Sześciu Narodów (zaliczył wówczas dwa występy). W tym samym roku wziął jeszcze udział w Mistrzostwach Świata Juniorów we Włoszech. Młodzi Anglicy dotarli wówczas do finału, w którym przegrali z reprezentacją Nowej Zelandii.
Na początku 2012 roku Farrell junior znalazł się w 32-osobowym składzie reprezentacji Anglii, którą Stuart Lancaster powołał na Puchar Sześciu Narodów. W dorosłej drużynie zadebiutował 4 lutego na Murrayfield Stadium w meczu przeciw Szkocji. W tym, podobnie jak i w kolejnym meczu przeciwko Włochom, grał na pozycji numer 12. W swoich dwóch pierwszych pojedynkach na arenie międzynarodowej, dzięki celnym kopom zdobył 22 punkty. Gdy przed meczem z Walią kontuzji doznał łącznik młyna Charlie Hodgson, na „dziesiątce” zastąpił go Farrell. Latem tego samego roku rozpoczął wszystkie trzy mecze podczas serii pojedynków ze Springboks, jednak później stracił miejsce w składzie na rzecz Toby’ego Flooda. Kiedy w trakcie listopadowego meczu z drużyną z Południowej Afryki ten ostatni doznał kontuzji palca u stopy, stało się jasne, że w ostatnim jesiennym spotkaniu międzynarodowym, w którym rywalem Anglików mieli być All Blacks, szansę dostanie Farrell. Kilka dni później IRB ogłosiła czterech nominowanych do nagrody Zawodnika Roku, wśród których, ku powszechnemu zaskoczeniu, znalazło się także nazwisko Owena (ostatecznie zwyciężył idol Farrella, Daniel Carter). Trzy dni później, w meczu z Nową Zelandią Farrell rozwiał jednak wątpliwości co do swojego udziału w plebiscycie, zdobywając 17 punktów dla swojej drużyny (w tym pierwszych 15 w meczu). Ostatecznie dzięki trzem przyłożeniom Anglicy pokonali All Blacks 38-21, wygrywając z tym rywalem po raz pierwszy od dziesięciu spotkań. W swoich pierwszych dwunastu meczach w kadrze Farrell wykonał 38 celnych kopów z podstawki (rzuty karne i podwyższenia) na 47 prób.
W 2019 roku brał udział w Pucharze Świata, podczas którego reprezentacja Anglii dotarła do finału. W nim jednak 12:32 uległa Południowej Afryce.
W maju 2021 roku ogłoszono, że zawodnik znalazł się w składzie British and Irish Lions na serię spotkań w Południowej Afryce.

## Wyróżnienia
- nominacja do nagrody Odkrycia Sezonu 2009/2010 w Premiership[1][3],
- nominacja do nagrody Młodego Zawodnika Sezonu 2009/2010 Stowarzyszenia Graczy Rugby (Rugby Players' Association, RPA)[1][3],
- Odkrycie Sezonu 2010/2011 w Premiership[1][3],
- Młody Zawodnik Sezonu 2010/2011 według RPA[1][3],
- nominacja do nagrody Zawodnika Roku 2012 IRB[15][21]

## Życie osobiste
- Owen jest najstarszy spośród czwórki rodzeństwa. Ma dwie siostry, Alishę i Gracie oraz brata Gabriela[8].
- Ojciec Owena, Andy Farrell, z reprezentacją Anglii uczestniczył w Pucharze Świata w Rugby League w 1995 i 2000 roku; był także reprezentantem Wielkiej Brytanii. Po zmianie odmiany na rugby union, wziął udział w Pucharze Świata w 2007 roku[4].
- Także wujek Farrella juniora (brat jego matki), Sean O’Loughlin, był reprezentantem Anglii i Wielkiej Brytanii w rugby league[4][7].
- Owen studiował biznes na Uniwersytecie Hertfordshire[4][7].
- W wieku kilkunastu lat Farrell przebywał na sześciotygodniowych testach w piłkarskim klubie Manchester United, gdzie był próbowany na pozycji bramkarza[22].